# Brazil real
A real (portugálul: real brasileiro) Brazília hivatalos pénzneme 1994 óta.

## Története
A 17. századtól az 1942-es pénzreformig szintén a real volt a fizetőeszköz, de a 19-20. században már az 1000 realos (milreis) címlet vált alapegységgé. Az 1980-as években és az 1990-es évek elején a vágtató brazil infláció következtében sorozatos pénzreformokra került sor (1986, 1989, 1993), melyek során a cruzeirót a cruzado váltotta fel (1986–1990), majd 1989–1990-ben újra a cruzeiro vált pénzegységgé, 1993-ban pedig a cruzeiro real.
1993–1994-ben az akkori gazdasági miniszter (későbbi államfő) Fernando Henrique Cardoso vezetésével a magas infláció megállítására pénzügyi stabilizációs tervet dolgoztak ki (Plano Real). 1994 márciusától valamennyi árat egy ideiglenes elvi értékmérőhöz (Unidade Real de Valor, UDV) kötöttek. 1994. július 1-jén vezették be az új fizetőeszköz, a realt, melynek értéke az UDV-vel azonos volt. 1 real a bevezetéskor 1 amerikai dollárral volt egyenlő és a cruzeiro realt 1:2750 arányban váltotta fel. Azóta (főként az 1999-es pénzügyi válság eredményeként) jelentősen vesztett értékéből.

## Érmék

### Az első sorozat (1994)
Az első érmesorozatot 1994-ben bocsátották ki, 1,5, 10, 25, 50 centavo, valamint 1 real értékű címletekben. Valamennyi érme acélötvözetből készült, egységes rajzolattal, előlapjukon a köztársaságot szimbolizáló nőalakkal. A 25 centavós hétszögletű. A sorozat ma is forgalomban van, kivéve az 1 realost, melyet 2003. december 23-án kivontak a forgalomból. A közeljövőben valószínűleg a teljes sorozatot be fogják vonni.

### A második sorozat (1998–)
A második érmesorozat az elsőnél változatosabb megjelenésű, azokéval azonos címletű érmékből áll, 1998-ban kezdték meg kibocsátását, az 1 centavós kivételével napjainkig készülnek. Az 1 és 5 centavós vörösrézből, a 10 és 25 centavós sárgarézből, az 50 centavós nikkelből készül, az 1 reálos pedig bimetál érme. Hátlapjukon egységesek (címlet és a Dél Keresztje csillagkép), előlapjukon történelmi személyiségek láthatóak:
| Kép | Névérték   | Előlap                                                   |
| --- | ---------- | -------------------------------------------------------- |
|     | 1 centavo  | Pedro Álvares Cabral (Brazília felfedezője)              |
|     | 5 centavo  | Tiradentes (az 1789-es forradalmi összeesküvés vezetője) |
|     | 10 centavo | I. Péter (az első brazil császár)                        |
|     | 25 centavo | Deodoro Fonseca marsall (az első köztársasági elnök)     |
|     | 50 centavo | Rio Branco báró, a 20. század elejének külügyminisztere  |
|     | 1 real     | a köztársaságot jelképező nőalak látható                 |

Három forgalmi emlékpénz is megjelent, melyek az Emberi Jogok deklarációjának (1998, ez a legritkább), Juscelino Kubitschek elnöknek (2002) és a Brazil Központi Bank évfordulójának (2005) állítanak emléket.
2019 novemberében a Központi Bank a Holland Királyi Pénzverdében 5 centavós és 50 centavós érmét gyártott, amelyek megkülönböztető "A" betűvel jelzik, hogy azokat nem a Casa da Moeda verte.

A Holland Királyi Pénzverde érmei
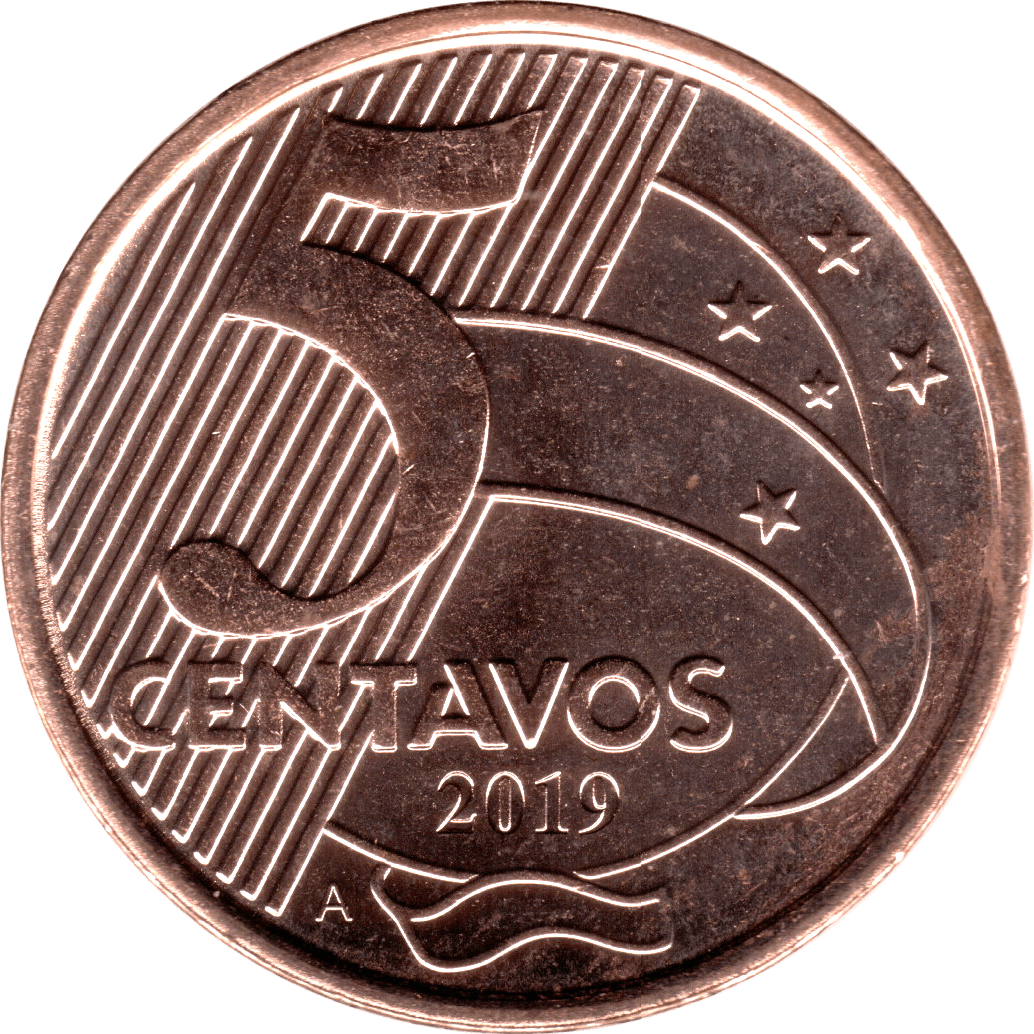
5 centavo
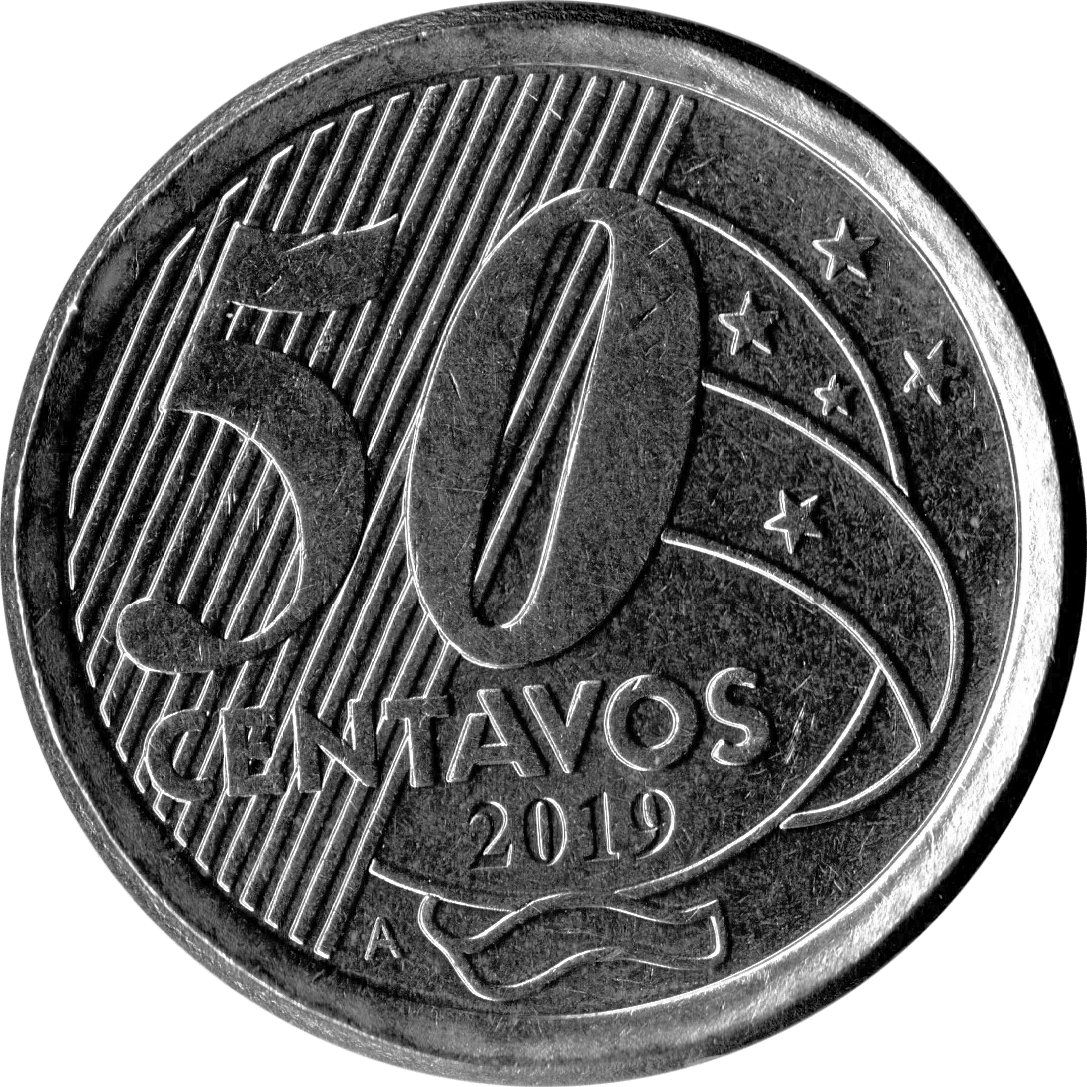
50 centavo

## Bankjegyek

### 1994-es sorozat

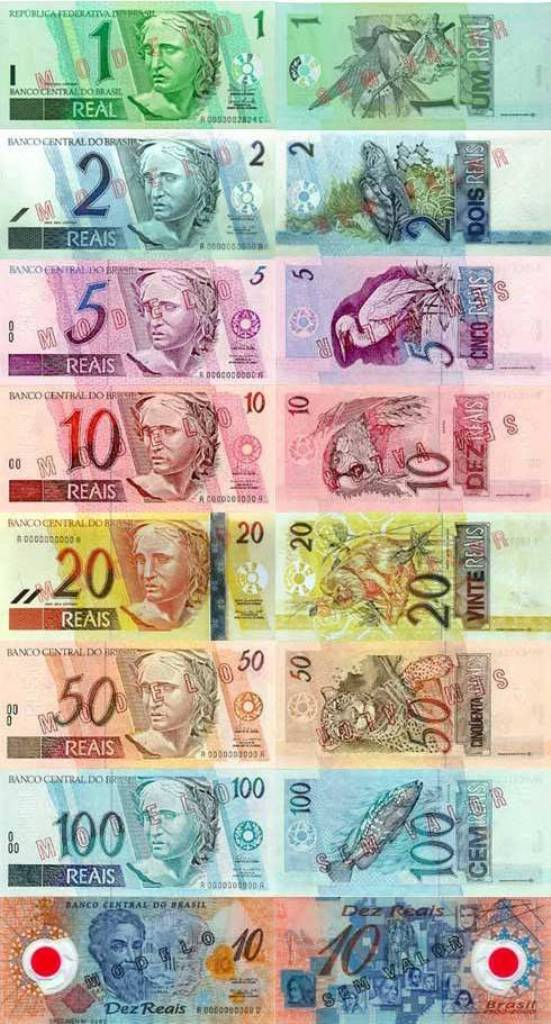
A brazil reál első, 1994-es címletsora a 2000-ben kibocsátott Pedro Álvares Cabral-t ábrázoló emlék polimer 10 reálossal. A 2 és a 20 reálos címletekkel csak 2001-2002-ben egészítették ki a szériát.

A bankjegyek 1994 óta változatlanok, előlapjukon a köztársaság jelképe (a brazil Marianne), hátlapjukon pedig a brazil állatvilág képviselői láthatóak.
A következő címletek vannak forgalomban: 1, 2, 5, 10, 20, 50, 100 real.
Az 1 realos bankjegy nyomtatását 2006 januárjában megszüntették.
2000-ben Brazília felfedezésének 500. évfordulójára polimer 10 realos bankjegyet (Pedro Álvarez Cabral portréjával) bocsátottak ki.
| Kép    | Kép    | Névérték           | Méret       | Szín           | Leírás                                            | Leírás                  | Dátumok               | Dátumok     |
| Előlap | Hátlap | Névérték           | Méret       | Szín           | Előlap                                            | Hátlap                  | Kibocsátás            | Visszavonás |
| ------ | ------ | ------------------ | ----------- | -------------- | ------------------------------------------------- | ----------------------- | --------------------- | ----------- |
|        |        | 2 real 2 reais     | 140 x 65 mm | kék            | a köztársaság szimbóluma                          | tengeri teknős          | 1994 (2 realos 2000)  | forgalomban |
|        |        | 5 real 5 reais     | 140 x 65 mm | lila           | növények, a köztársaság szimbóluma                | nagy kócsag             | 1994 (2 realos 2000)  | forgalomban |
|        |        | 10 real 10 reais   | 140 x 65 mm | vörös          | növények, a köztársaság szimbóluma                | arapapagáj              | 1994 (20 realos 2001) | forgalomban |
|        |        | 20 real 20 reais   | 140 x 65 mm | sárga          | növények, a köztársaság szimbóluma                | arany oroszlánmajmocska | 1994 (20 realos 2001) | forgalomban |
|        |        | 50 real 50 reais   | 140 x 65 mm | barna és vörös | dzsungelnövény, a köztársaság szimbóluma          | jaguár                  | 1994                  | forgalomban |
|        |        | 100 real 100 reais | 140 x 65 mm | világoskék     | víz alatti élet, a köztársaság szimbóluma, korall | garoupa hal, korall     | 1994                  | forgalomban |

### 2010-es bankjegysorozat
2010. december 13-tól új bankjegysorozatot bocsátottak ki. Elsőkét az 50 és a 100 realos bankjegy került forgalomba, 2010. december 12-én. A 10 és 20 realos 2012. július 23-án debütált. Végül a 2 és az 5 realos követte őket 2013. július 29-én. A tematika nem változott, az előoldalon egységesen maradt a köztársaság allegóriája, a hátoldalon pedig az őshonos brazíliai állatvilág ábrázolása. Még az előző, 1994-es széria egységesen 140 x 65 mm nagyságú volt, addig az új címleteket különböző méretben nyomtatják. Az új 10 és 20 reáloson az előoldal jobb felső sarkában az értékjelzés SPARK® típusú biztonsági fóliával lett nyomtatva, az 50 és a 100 reálos hologrammal is el van látva.
2020 augusztusában bevezették a 200 reálos bankjegyet, melynek érdekessége, hogy mérete 142 x 65 mm, azaz megeyezik a 20 reáloséval, viszont jóval kisebb, mint az 50 és a 100 reálos.
| Kép    | Kép    | Névérték           | Méret          | Szín           | Leírás                                            | Leírás                  | Dátumok             | Dátumok     |
| Előlap | Hátlap | Névérték           | Méret          | Szín           | Előlap                                            | Hátlap                  | Kibocsátás          | Visszavonás |
| ------ | ------ | ------------------ | -------------- | -------------- | ------------------------------------------------- | ----------------------- | ------------------- | ----------- |
|        |        | 2 real 2 reais     | 121 x 65 mm    | kék            | a köztársaság szimbóluma                          | tengeri teknős          | 2013. július 29.    | forgalomban |
|        |        | 5 real 5 reais     | 128 x 65 mm    | lila           | növények, a köztársaság szimbóluma                | nagy kócsag             | 2013. július 29.    | forgalomban |
|        |        | 10 real 10 reais   | 135 x 65 mm    | vörös          | növények, a köztársaság szimbóluma                | arapapagáj              | 2012. július 23.    | forgalomban |
|        |        | 20 real 20 reais   | 142 x 65 mm    | sárga          | növények, a köztársaság szimbóluma                | arany oroszlánmajmocska | 2012. július 23.    | forgalomban |
|        |        | 50 real 50 reais   | 149 x 70 mm    | barna és vörös | dzsungelnövény, a köztársaság szimbóluma          | jaguár                  | 2010. december 13.  | forgalomban |
|        |        | 100 real 100 reais | 156 x 70 mm    | világoskék     | víz alatti élet, a köztársaság szimbóluma, korall | garoupa hal, korall     | 2010. december 13.  | forgalomban |
|        |        | 200 real 200 reais | 142 mm × 65 mm | szürke         | szavanna, a köztársaság szimbóluma                | sörényes farkas         | 2020. szeptember 2. | forgalomban |